# Гурендес, Лорена
Лорена Гурендес Гарсия (исп. Lorena Guréndez García; род. 7 мая 1981, Витория-Гастейс, Испания) — испанская гимнастка, олимпийская чемпионка.

## Биография
Участвовала в летних Олимпийских играх 1996 года в Атланте и завоевала золотую медаль в составе испанской группы. Команду сформировали Лорена, Эстела Хименес, Марта Бальдо, Нурия Кабанильяс, Эстибалис Мартинес и Таня Ламарка. Кроме того, она была двукратной чемпионкой мира: одна в 3 мячах/2 лентах и другая в 3 лентах/2 обручах.
В 1995 году она была чемпионом Испании среди юниоров, индивидуально и в командах с клубом Oskitxo. В 1996 году она вошла в состав сборной Испании по художественной гимнастике в ансамблевой модальности. С тех пор все медали, полученные на официальных соревнованиях, были получены в составе испанского ансамбля. В 1996 году она завоевала свой первый титул чемпиона мира в финале из трёх мячей и двух лент на Чемпионате мира в Будапеште, где также завоевала серебро в общем зачёте.
В 1997 году она заняла второе место в Европе с 5 мячами и бронзу с 3 мячами и 2 лентами на чемпионате Европы в Патрах. В 1998 году она завоевала свой второй титул чемпиона мира на Чемпионате мира в Севилье, на этот раз в 3 лентах и 2 кольцах, а также завоевала серебро в общем зачёте. На чемпионате Европы в Будапеште, проходившем в 1999 году, он стал бронзовым призёром в соревнованиях из 3 лент и 2 колец. В 2000 году она участвовала в своих вторых Олимпийских играх, заняв десятое место в командном зачёте в Сиднее 2000 года.
В 2013 году на YouTube состоялась премьера документального фильма «Las Niñas de Oro», рассказывающий историю олимпийской чемпионской команды в Атланте через интервью с самими гимнастами, а в 2016 году она присутствовала на 20-летнем юбилейном гала-концерте золотой медали в Бадахосе вместе с остальной командой.
Она получила несколько наград, в том числе Олимпийский орден испанского Олимпийского комитета (1996), золотую табличку Королевского ордена спортивных заслуг (1996), Кубок барона де Гуэля национальной спортивной премии (1997) и золотую медаль Королевского ордена спортивных заслуг (2015). Лорена — самая молодая испанская спортсменка, завоевавшая олимпийскую медаль в возрасте 15 лет и 87 дней.